# Xã Waterville, Quận Marshall, Kansas
Xã Waterville (tiếng Anh: Waterville Township) là một xã thuộc quận Marshall, tiểu bang Kansas, Hoa Kỳ. Năm 2010, dân số của xã này là 805 người.